# Diversivalva minutella
Diversivalva minutella är en fjärilsart som beskrevs av Sinev 1991. Diversivalva minutella ingår i släktet Diversivalva och familjen fransmalar. Inga underarter finns listade i Catalogue of Life.